# Jan Mikulicz-Radecki
Jan Mikulicz-Radecki (Csernyivci, 1850. május 16. – Wrocław, 1905. június 14.) 
lengyel sebész.
A korszerű sebészet kialakulásában nagy szerepet játszottak a Mikulicz által alkalmazott módszerek számos betegség leküzdésében. Nagy szolgálatot tett a rák sebészeti kezelésének továbbfejlődésében, különösen az emésztőrendszer szervei esetében. Ő volt az első, aki átlyukadt gyomorfekélyt összevarrt (1885), műtétileg helyreállított nyelőcsövet (1886), vastagbél rosszindulatú részét eltávolította (1903) és leírta a betegséget, amit ma Mikulicz-kórként ismerünk.
1881-ben tökéletesítette az oesofagoszkópot és a gasztroszkópot. A fertőtlenítőszerek lelkes támogatójaként sokat tett Joseph Lister fertőtlenítő módszereinek népszerűsítéséért. Gézmaszkot használt és az elsők között volt, akik kesztyűt viseltek a műtétek során.